# Aulerques Éburovices

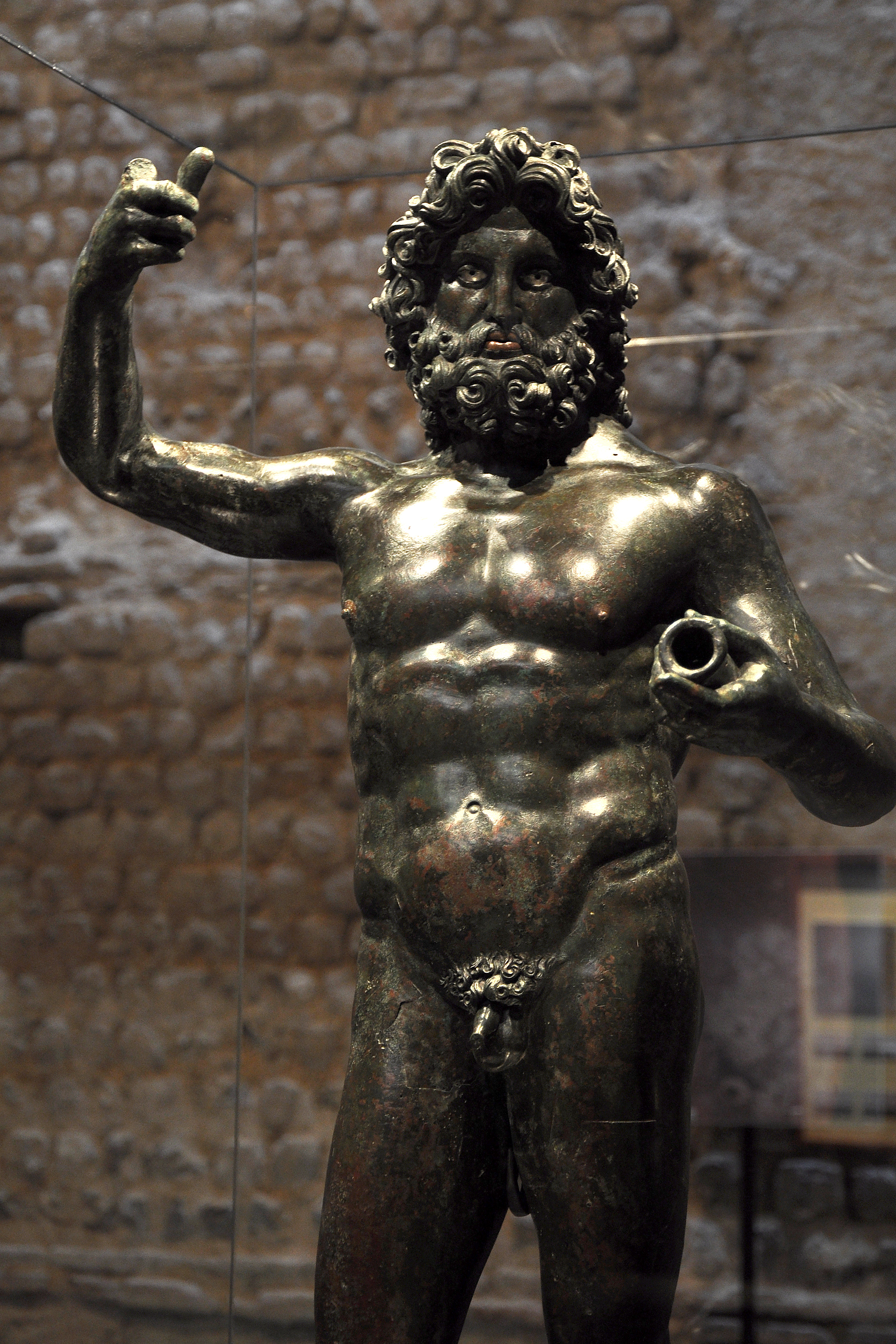
Jupiter Stator, statue trouvée sur le site de Gisacum

Les Aulerques Éburovices sont un peuple gaulois, fraction du grand peuple des Aulerques (latin Aulerci), désignés par différents qualificatifs selon la portion du territoire où ils se trouvaient. Ceux de la région d'Évreux portaient le qualificatif d’Éburovices (latin Eburovici). Ils occupaient (au sens archéologique de « résider ») la partie sud est de l'actuel département de l'Eure.

## Étymologie
La plupart des linguistes considèrent le qualificatif ethnonymique Éburovices comme un composé des éléments celtiques (gaulois) eburo- et -vice. Le terme vices a été rapproché du latin vincere (vincō, parfait vīcī) « vaincre ». Les Vices (autrement graphié Uices) seraient « ceux qui vainquent » (cf. Lemovices).
Le premier élément eburo- (autrement eburos) se rencontre fréquemment dans l'onomastique personnelle gauloise (anthroponymes gaulois cf. Eburus, Eburo, Eburius, etc.) et dans la toponymie (ex: Eburo-dunum > Yverdon, Embrun ; *Eburo-ialon > Avreuil, Ébreuil ; *Eburiacon > Évry, Ivry, etc. cf. Ivry-la-Bataille, Eure). Selon la plupart des spécialistes, il désigne l'if (botanique). Les Éburovices seraient donc « ceux qui vainquent par l'if », ce bois ayant été utilisé pour fabriquer des armes, notamment des arcs en raison de sa flexibilité et de sa résistance.

## Les Aulerques
Quatre peuples gaulois ont porté ce nom. Outre les Éburovices, il y avait les Aulerques Cénomans, Aulerques Diablintes et les Aulerques Brannovices. La raison de ce nom commun n’est pas connue, mais ces peuples étant voisins, il est possible qu'ils soient issus d'une même tribu originelle (voir Volques).
Les Éburovices auraient abrité en leur territoire le « centre sacré » des Aulerques. Cette hypothèse vient de l'étymologie du nom gallo-romain d'Évreux, Mediolanum Aulercorum, selon l'historien français Henri Martin.

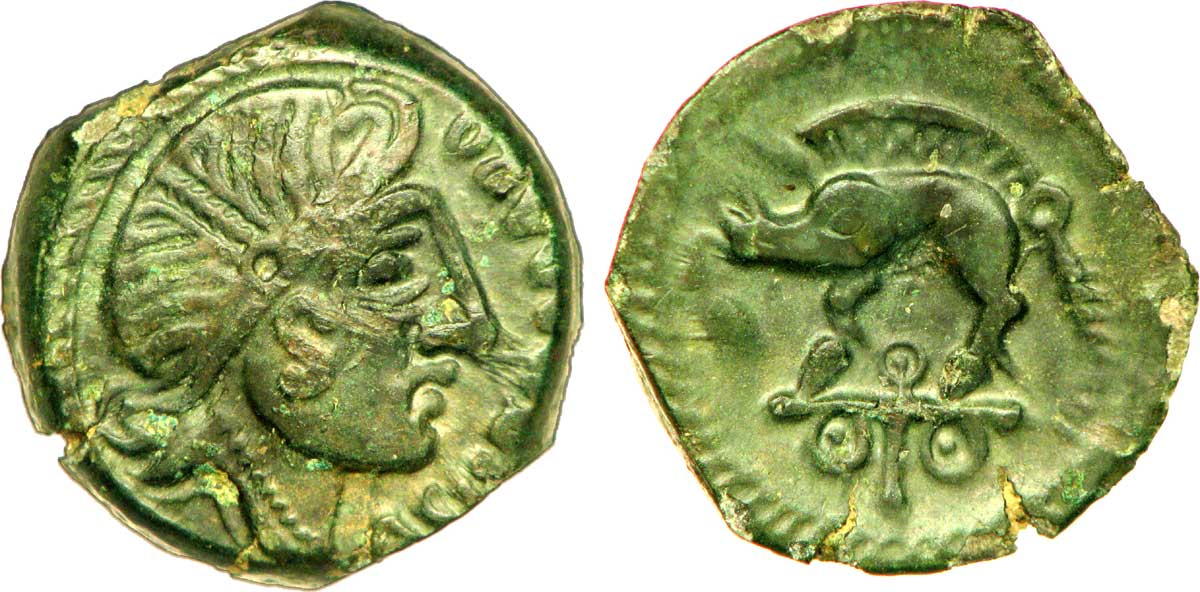
Aulerques Eburovices (Région d'Évreux) Bronze à l'enseigne de sanglier. Date : c. 50-40 AC.

## Contexte historique et archéologique
Leur principal sanctuaire se trouvait sur le site occupé actuellement par le village du Vieil-Évreux, identifié par les archéologues sous le nom de Gisacum. Il se situe à l'est d'Évreux sur un plateau. Au IIIe siècle apr. J.-C., ce vicus possédait des thermes romains, des temples, un forum et un théâtre.
Vers la fin du IIIe siècle, le vicus fut déserté au profit de Mediolanum (Aulercorum), devenue aujourd'hui Évreux à 6 kilomètres dans la vallée de la rivière Iton.

## Sources antiques
Jules César mentionne leur participation à la coalition des peuples armoricains contre les Romains et leurs alliés gaulois en 56 av. J.-C.
Citation dans Les Commentaires sur la Guerre des Gaules
Livre III, 17.
« Tandis que ces événements se déroulaient chez les Vénètes, Quintus Titurius Sabinus arriva, avec les troupes que César lui avait confiées, chez les Unelles. Ceux-ci avaient à leur tête Viridovix ; il commandait aussi à toutes les cités révoltées, d’où il avait tiré une armée, et fort nombreuse ; peu de jours après l’arrivée de Sabinus, les Aulerques Éburovices et les Lexovii, ayant massacré leur sénat, qui était opposé à la guerre, fermèrent leurs portes et se joignirent à Viridovix... »

Les Aulerques Éburovices se coalisèrent de nouveau avec les Sénons et les Parisii en 52 av. J.-C. Commandés par le chef de guerre aulerque Camulogène, ils affrontèrent le général romain et lieutenant de César, Titus Labienus, lors de la bataille de Lutèce. Bataille incertaine, elle se soldera par la victoire romaine et la mort de Camulogène. Cf Livre VII, 62 de Commentaires sur la Guerre des Gaules.

De même, toujours selon Jules César, les Éburovices participèrent à la coalition belge du soulèvement des Bellovaques contre les Suessions alors sous l'autorité des Rèmes, alliés de Rome, en 51 av. J.-C.
Citation dans les Commentaires sur la Guerre des Gaules Livre VIII, 7.
« En demandant à ces hommes où se trouvait le gros de la population et quelles étaient les intentions des Bellovaques, César obtint les renseignements suivants : tous les Bellovaques en état de porter les armes s'étaient rassemblés en un même lieu, et avec ceux les Ambiens, les Aulerques, les Calètes, les Véliocasses, les Atrébates…  »
Si on compte à ces trois coalitions, celle de 52 av. J.-C. commandée par l'Arverne Vercingétorix (Commentaires sur la Guerre des Gaules Livre VII, 4), les Aulerques Éburovices est un des peuples gaulois le plus cité par César pour sa résistance face à Rome.

## Pour approfondir